# Temple Beth-El (Texas)
Der Temple Beth-El ist eine Synagoge in Corsicana im Navarro County, Texas. Er ist als Baudenkmal im National Register of Historic Places (NRHP) verzeichnet.

## Baubeschreibung
Der Temple Beth-El ist als zweistöckiger, rechteckig angelegter und nach Osten ausgerichteter Holzrahmenbau mit Satteldach im Stile der orientalisierenden Architektur gestaltet. Die Frontseite wird nördlich und südlich durch einen Turm mit Zwiebelhelm abgeschlossen. Die Vorderansicht zeigt ein klassisch gestaltetes Giebeldreieck, das von länglichen Ausbuchtungen mit steigendem Karnies am oberen Ende flankiert wird. Dieses kerzenförmige Ornament wiederholt sich in den Fenstern des gesamten Gebäudes. An die südöstliche Ecke der Synagoge ist rückwärtig ein kleiner Gebäudeflügel angebaut. Insgesamt war diese orientalisch wirkende Gebäudeform bis in die 1920er Jahre sehr populär bei amerikanischen Synagogen und orientierte sich an denjenigen, die zur Mitte des 19. Jahrhunderts in europäischen Großstädten entstanden waren.

## Geschichte
Nach dem Anschluss von Corsicana an das Eisenbahnnetz ab 1871 ließen sich die ersten amerikanischen Juden im Ort nieder und konnten sich dort in der Folge wirtschaftlich und kulturell etablieren. Bis 1890 hatten sich an die 100 jüdischen Familien in der Stadt niedergelassen, die ihre Gottesdienste an unterschiedlichen Orten feierten. 1898 konnte erstmals ein Rabbi in Vollzeit für die Gemeinde gewonnen werden; kurz darauf im gleichen Jahr spaltete sich die Gemeinde in einen reformistischen und einen orthodoxen Flügel auf. Am 8. November 1898 beschlossen erstere den Bau von Temple Beth-El, der im folgenden Jahr begonnen wurde. Die Einweihung der Synagoge geschah am 27. September 1900. Nachdem die jüdische Gemeinde in den 1920er Jahren wegen des Ölbooms im Navarro County eine Blüte erlebte und auf annähernd 200 Familien anwuchs, begann ab Mitte der 1950er Jahre ihr Abstieg: Während die ältere Generation ausstarb, kehrte die jüngere Corsicana den Rücken zu, so dass im Jahr 1982 weniger als zehn Familien zur Gemeinde des Temple Beth-El gehörten, dessen Bausubstanz sich bis dahin schon erheblich verschlechtert hatte. Zu diesem Zeitpunkt schien der Verkauf und Abriss der Synagoge unausweichlich. Deshalb organisierte die Navarro County Historical Society eine landesweite Initiative zum Erhalt des Temple Beth-El. Noch im Jahr 1982 erwarb sie die Synagoge, die in ein Gemeindezentrum umgewidmet und restauriert wurde.
Der Temple Beth-El ist seit dem 3. Februar 1987 im National Register of Historic Places verzeichnet. Er ist eines von nur wenigen erhaltenen Bauwerken der orientalisierenden Architektur im Südwesten der Vereinigten Staaten.